# Monaeses brevicaudatus
Monaeses brevicaudatus is een spinnensoort in de taxonomische indeling van de krabspinnen (Thomisidae).
Het dier behoort tot het geslacht Monaeses. De wetenschappelijke naam van de soort werd voor het eerst geldig gepubliceerd in 1874 door Ludwig Carl Christian Koch.